# 12. srpnja
12. srpnja (12. 7.) 193. je dan godine po gregorijanskom kalendaru (194. u prijestupnoj godini).
Do kraja godine imaju još 172 dana.

## Događaji
- 1191. – Tijekom Trećeg križarskog rata, križari osvojili grad Akon
- 1580. – Objavljena je Ostroška Biblija, prva Biblija tiskana na nekom slavenskom jeziku.
- 1806. – U Zadru izlazi prvi broj tjednika "Il Regio Dalmata - Kraglski Dalmatin" - prvih novina na hrvatskome jeziku.
- 1806. – 16 njemačkih saveznih država izašlo iz Svetog Rimskog Carstva i osnovalo Rajnsku konfederaciju, što je dovelo do njegova raspada
- 1946. – U Glyndebourneu je praizvedena komorna opera Nasilje nad Lukrecijom engleskog skladatelja Benjamina Brittena.
- 1962. – Rolling Stonesi održavi svoj prvi koncert u londonskom Marquee Clubu
- 1975. – Sveti Toma i Princip proglasili neovisnost od Portugala
- 1979. – Kiribati proglasili neovisnost od Ujedinjenog Kraljevstva
- 1981. – Pomorska nesreća u Genovi. Netom što je japanski tanker Hakuyoh Maru iskrcao 83.700 tona sirove nafte, grom je udario u tanker, izazvao brojne eksplozije. Goreće krhotine pale su na obližnje brodove Industrial Property i Antu Baninu. Bilanca: 6 mrtvih i brojni ozlijeđeni.
- 2006. – Započeo izraelsko-libanonski rat
- 2022. – Na sastanku Vijeća ministara financija EU u Bruxellesu usvojena je konačna odluka o ulasku Hrvatske u eurozonu 1. siječnja 2023.

| - 990. – Konrad II., njemačko-rimski car († 1039.) - 1730. – Josiah Wedgwood, engleski poduzetnik († 1795.) - 1803. – Petar Chanel, francuski svećenik, mučenik i svetac (* 1841.) - 1813. – Claude Bernard, francuski fiziolog (* 1878.) - 1868. – Stefan George, njemački književnik († 1933.) - 1884. – Amedeo Modigliani, talijanski slikar i kipar († 1920.) - 1892. – Bruno Schulz, poljski pisac i slikar († 1942.) - 1904. – Pablo Neruda, čileanski pjesnik († 1973.) - 1916. – Ljudmila Pavličenko, sovjetska snajperistica († 1974.) - 1935. – Hans Tilkowski, njemački vratar i meneđer († 2020.) - 1938. – Jagoda Antunac, hrvatska kazališna, televizijska i filmska glumica († 1987.) - 1948. – Dušan Kovačević, srpski književnik i scenarist - 1950. – Eric Carr, američki glazbenik - 1975. – Martin Schirdewan, njemački političar - 1985. – Emil Hegle Svendsen, norveški biatlonac - 1997. – Malala Yousafzai, pakistanska aktivistica - 2002. – Nico Williams, španjolski nogometaš | - 1069. – Ivan Komnen, biantski plemić (* o. 1015.) - 1536. – Erazmo Roterdamski, nizozemski humanist, književnik, filolog i filozof (* 1465.) - 1712. – Richard Cromwell, lord zaštitnik Commenwealtha Engleske, Škotske i Irske (* 1626.) - 1804. – Alexander Hamilton, američki ekonomist i politički teoretičar (* 1755. ili 1757.) - 1910. – Charles Rolls, pionir automobilizma i zrakoplovstva (* 1877.) - 1932. – Tomáš Baťa, češki industrijalac (* 1876.) - 1935. – Alfred Dreyfus, francuski časnik židovskog porijekla (* 1859.) - 1943. – Ivan Goran Kovačić, hrvatski pjesnik, pripovjedač, esejist i kritik (* 1913.) - 1993. – Antun Šoljan, hrvatski književnik (* 1932.) - 1997. – Vinko Nikolić, hrvatski emigrantski pisac i novinar (* 1912.) - 2003. – Benny Carter, američki jazz glazbenik (* 1907.) - 2009. – Darko Glavan, hrvatski povjesničar umjetnosti i glazbeni kritičar (* 1951.) - 2016. – Goran Hadžić, hrvatski političar srpskog porijekla i ratni zločinac (* 1958.) |

## Blagdani i spomendani
- Dan državnosti u Kiribatiju i Svetom Tomi i Principu